# Babylon Rewound
Babylon Rewound – remix album Thievery Corporation, wydany w 2004 roku w Stanach Zjednoczonych przez Eighteenth Street Lounge Music.

## Historia albumu

### Wydania
Album Babylon Rewound został wydany 2 listopada 2004 roku w Stanach Zjednoczonych przez Eighteenth Street Lounge Music jako CD. W kwietniu 2005 roku ukazał się również jako podwójny LP.

## Charakterystyka muzyczna albumu
Na albumie Babylon Rewound znalazły się remiksy ośmiu utworów z albumu Richest Man in Babylon. Jest on utrzymany w stylu tradycyjnych, jamajskich albumów dubowych.

## Lista utworów
Zestaw utworów na płycie CD:
| Nr | Tytuł utworu                                          | Wokal               | Długość |
| -- | ----------------------------------------------------- | ------------------- | ------- |
| 1. | „The State Of The Union (Thievery Corporation Remix)” |                     | 3:50    |
| 2. | „Until The Morning (Thievery Corporation Remix)”      | Emilíana Torrini    | 3:39    |
| 3. | „The Outernationalist (Thievery Corporation Remix)”   | Ras Pidal           | 3:23    |
| 4. | „Exilio (Thievery Corporation Remix)”                 | Verny Varela        | 5:43    |
| 5. | „Until The Morning (Kid Loco's Dr. Feelgood Mix)”     | Emilíana Torrini    | 4:18    |
| 6. | „Resolution (Thievery Corporation Remix)”             |                     | 4:02    |
| 7. | „Truth And Rights”                                    | Sleepy Wonder       | 3:32    |
| 8. | „Un Simple Histoire (Voidd Remix)”                    | LouLou Ghelichkhani | 5:13    |
|    |                                                       |                     | 33:40   |

Album uzupełnia teledysk:
„The Richest Man In Babylon” (Notch), 3:52

## Notowania
20 listopada 2002 roku album doszedł do 5. miejsca na liście Dance/Electronic Albums i do 40. miejsca na liście Independent Albums tygodnika Billboard. 